# Traktat kartagińsko-macedoński

## Traktat Kartagińsko-Macedoński
Traktat podpisany w 215 roku p.n.e. przez Hannibala z królem Macedonii Filipem V w celu wciągnięcia Macedonii w konflikt z Rzymem.

### Treść
Niżej podany tekst jest to grecka wersja punickiego oryginału, która wpadła w ręce Rzymian, kiedy rzymska flota ochraniająca kalabryjskie wybrzeże zmusiła do zawinięcia do portu statek, którym płynęli do 
Macedonii poseł macedońskiego króla oraz wyposażony w stosowne pełnomocnictwa wysłannik strony kartagińskiej. Dokument zawiera rotę przysięgi, na mocy której traktat został zaprzysiężony przez stronę 
kartagińską, a tym samym stał się prawomocny. W II wieku p.n.e. grecki historyk Polibiusz uzyskał w Rzymie jego odpis i włączył treść traktatu do swojego dzieła historycznego. Ma on następujące brzmienie:

Przysięga, którą naczelny wódz Hannibal z Magonem, Myrkanem i Barkomarem i wszyscy obecni u niego członkowie Rady Kartagińczyków, jako też wszyscy Kartagińczycy, którzy służą w jego wojsku – złożyli wobec Ksenofanesa z Aten, syna Kleomachosa, którego Filip, syn Demetriosa, wysłał do nas jako posła w imieniu własnym, Macedończyków i sprzymierzeńców.
W obliczu Zeusa, Hery i Apollona, w obliczu bóstwa Kartaginy, 
Heraklesa i Iolaosa, w obliczu Aresa, Tritona i Posejdona, w obliczu
bóstw towarzyszących nam w wyprawie, tj. słońca, księżyca i ziemi, w 
obliczu bóstw rzek, portów i wód, w obliczu wszystkich bogów, którzy 
dzierżą Kartaginę, w obliczu wszystkich bogów, którzy towarzyszą wojsku w polu, jacy tylko w roli świadków są przy tej przysiędze, wódz Hannibal i wszyscy, którzy są przy nim, członkowie Rady Kartagińczyków, jako też wszyscy Kartagińczycy, co służą pod nim w polu – oświadczyli:
Skoro taka jest wasza i nasza wola, składamy przysięgę na przyjaźń i szczerą życzliwość jak przyjaciele, krewni i bracia pod następującymi warunkami: Król Filip, Macedończycy i wszyscy sprzymierzeni z nimi Grecy mają bronić całości panujących Kartagińczyków, wodza Hannibala i tych poddanych Kartaginy, którzy są przy nim i używają tych samych praw, mieszkańców Utyki, wszystkich miast i ludów, które słuchają Kartaginy, 
żołnierzy i sprzymierzeńców, wszystkich zaprzyjaźnionych z nami miast i 
ludów w Italii, Galii i Ligurii, i tych wszystkich, z którymi w tym kraju zawrzemy przyjaźń i przymierze. Tak samo królowi Filipowi, Macedończykom i ich greckim sprzymierzeńcom ma być zapewniona całość i 
ochrona ze strony Kartagińczyków, którzy w tej wojnie biorą udział, ze strony mieszkańców Utyki, ze strony wszystkich miast i ludów, które podległe są Kartagińczykom, ze strony sprzymierzeńców i żołnierzy, ze strony wszystkich zaprzyjaźnionych z nami ludów i miast Italii, Galii i Ligurii, i ze strony tych wszystkich, którzy w tych italskich krajach staną się naszymi sprzymierzeńcami. Nie będziemy przeciw sobie knowali ani urządzali wzajemnych zasadzek, lecz my, Macedończycy, z całą gotowością i życzliwością, bez podstępu i zdrady, będziemy 
nieprzyjaciółmi tych, którzy wojują z Kartagińczykami, z wyjątkiem tych 
królów, miast i portów, z którymi wiąże nas przysięga i przyjaźń. Wy, Macedończycy, będziecie też kartagińskimi sprzymierzeńcami w wojnie, którą prowadzimy przeciw Rzymianom, aż nam i wam użyczą bogowie szczęśliwego jej końca. Wy, Kartagińczycy, dacie też nam, Macedończykom, posiłki, o ile będziemy potrzebowali i o ile tak się ugodzimy. Jeżeli zaś bogowie dadzą nam szczęśliwy wynik wojny przeciw Rzymianom i ich 
sprzymierzeńcom, a Hannibal zażąda układów z Rzymianami co do przyjaźni – ułożymy się w ten sposób, żeby ta sama przyjaźń tym także was objęła: Rzymianom nie będzie wolno nigdy zaczynać z nami wojny ani nie będą oni
panami Kerkyry, Apollonii, Epidamnu, Faros, Dimale, Parthus i Atintanii. Nadto muszą zwrócić Demetriuszowi z Faros wszystkich poddanych, którzy przebywają na rzymskim obszarze państwowym. Gdyby zaś Rzymianie podjęli wojnę przeciw wam albo przeciw nam, udzielimy sobie potrzeby; tak samo,
jeżeli inne państwo rozpocznie wojnę – z wyjątkiem tych królów i miast i ludów, z którymi wiąże nas przysięga i przyjaźń. Gdyby się nam jednak spodobało coś ująć z tej przysięgi albo do niej dodać, stanie się to
tylko na mocy obustronnego porozumienia.

(Polibiusz 7,9,1-17; przekł. Seweryn Hammer)

### Opis
Pomijając ogólne zobowiązania obu stron, dotyczące udzielania sobie 
wzajemnego wsparcia, jeśli nie narusza to postanowień układów zawartych 
przez każdą ze stron ze stronami trzecimi, polityczną istotą tego 
traktatu jest porozumienie zorientowane na potrzeby wojny rzymsko-kartagińskiej,
którą Hannibal prowadził w Italii. W chwili podpisywania traktatu 
kartagiński wódz był najwidoczniej przekonany, że zwycięży. Zapewnił sobie w nim wprawdzie pomoc macedońskiego króla na wypadek, gdyby miało się to okazać konieczne - Filip miał mu udzielić wsparcia dopiero na jego wezwanie i po dodatkowych uzgodnieniach - lecz nie przyznał mu przy tym statusu równoprawnego sojusznika. Hannibal nie obiecywał królowi 
Macedonii, że udzieli mu pomocy, gdy tamten będzie tego potrzebował, ani też nie brał go pod uwagę jako strony przyszłego traktatu pokojowego z Rzymianami. Kartagińczycy zastrzegali sobie suwerenne prawo zawarcia 
pokoju na własnych warunkach, a swojemu sojusznikowi składali jedynie obietnicę, że w traktacie zostanie umieszczona klauzula uwzględniająca interesy Filipa nad Adriatykiem. Poza tym obie strony traktatu 
kartagińsko-macedońskiego gwarantowały sobie wzajemnie pomoc w wypadku, gdyby Rzym miał w przyszłości rozpocząć wojnę odwetową. Z tekstu wynika pośrednio, że Hannibal miał zamiar stworzyć w Italii sprzyjający Kartaginie system sojuszniczy, a co za tym idzie – jego celem w tej wojnie nie było unicestwienie Rzymu. Jego kartagińskich sojuszników w Italii traktat wymienia miasta i plemiona „celtyckiego kraju” oraz Ligurii, a więc 
północnej Italii, a jeśli chodzi o sprzymierzeńców, z którymi Kartagina 
zamierzała zawrzeć układ w przyszłości, pod uwagę brana była, jak się miało okazać, południowa Italia, która po bitwie pod Kannami
stała się terenem akcji militarnych Hannibala. Rzym miał zatem zostać środkowoitalskim państwem o lokalnym znaczeniu, choć nie wykluczano, że kiedyś może być w stanie rozpocząć wojnę odwetową. Włączenie przyszłych 
italskich sprzymierzeńców Kartaginy do traktatu świadczy wyraźnie o tym, że Hannibal liczył, iż uda mu się dalej rozbudować koalicję kartagińskich sprzymierzeńców w Italii. Celem, który zamierzał osiągnąć 
prowadząc wojnę, była zatem rewizja rezultatów osiągniętych przez Rzym w wyniku ekspansji w Italii na przestrzeni ostatniego stulecia. Jest oczywiste, że oznaczałaby ona również ponowne podporządkowanie wysp u 
wybrzeży Italii Kartaginie, która tym samym zyskałaby pozycję hegemona w zachodniej części basenu Morza Śródziemnego.